# Pedicularis cholashanensis
Pedicularis cholashanensis är en snyltrotsväxtart som beskrevs av T. Yamazaki. Pedicularis cholashanensis ingår i släktet spiror, och familjen snyltrotsväxter. Inga underarter finns listade i Catalogue of Life.